# Lauderdale megye (Alabama)
Lauderdale megye az Amerikai Egyesült Államokban, azon belül Alabama államban található. Az északnyugat Alabama államban található Lauderdale megyében volt a WC Handy , akit néha a "kékek atyjaként" is emlegetnek, valamint öt alabamai kormányzó : Hugh McVay , Robert Miller Patton , George Smith Houston , Edward A. O'Neal , és Emmet O'Neal . A megyében található Alabama egyik legjobb példája is az őskori föld halmoknak, amelyeket a Woodland időszak indiánjai építettek. A megyét egy választott öttagú bizottság irányítja, és hét bejegyzett közösséget foglal magában, köztük Florance városát. Megyeszékhelye Florence, legnagyobb városa Florence. Lakosainak száma 93 564 fő (2020. április 1.). Lauderdale megye Lawrence, Colbert, Tishomingo, Hardin, Wayne, Giles, Limestone és Lawrence megyékkel határos.

## Történet
Lauderdale megye legkorábbi ismert lakói a történelem előtti őslakosok voltak, akik nagy földhalmokat hagytak maguk után a Tennessee folyó mentén, bár sokukat később víz borította el , amikor a 20. század elején gátak épültek. Az egyik legnagyobb és legismertebb halom Lauderdale megyében található. A megye egyike volt annak a nyolcnak, amelyet 1818. február 6-án hoztak létre Alabama terület törvényhozása a cserokik és chickasawok által 1816-ban kötött szerződésben az Egyesült Államoknak átengedett földterületről. A megyét James Lauderdale tennesse-i alezredesről nevezték el, aki 1814. december 23-án halt meg a talladegai csatában szerzett sebek következtében . A legkorábbi telepesek Tennessee-ből, Kentucky-ból, Georgiából, a Carolinából és Virginiából érkeztek. Az első települések és városok közé tartozott Waterloo , Firenze, Rogersville és Green Hill.
Florance-t alapításkor Lauderdale megye megyeszékhelyének nevezték, és ma is az. Az első bírósági üléseket William S. Fulton, a megye első bírójának otthonában tartották, egészen az első bírósági épület 1822-es elkészültéig. A kétszintes épület széles, 10 oszlopos karzata és magas toronyháza volt. órát tartalmazó kupola. 1899-ben lebontották, és modernebb szerkezettel cserélték ki. A helyi emlékek szerint a második, vörös téglából épült törvényszék ugyanazon az alapon nyugodott, mint az első, és az első törvényszék oszlopait is újra felhasználták a második építményen. Ezt a bírósági épületet 1965-ig használták, amikor a mai bíróság felépült.

## Népesség
A 2020-as népszámlálási becslések szerint Lauderdale megye lakossága 92 870 volt. A válaszadók 85,9 százaléka fehérnek, 10,2 százaléka afroamerikainak, 2,8 százaléka spanyol ajkúnak, 2,4 százaléka két vagy több rasszúnak, 0,6 százaléka ázsiainak, 0,4 százaléka amerikai indiánnak, 0,1 százaléka pedig hawaiinak vallotta magát. A megyeszékhely Florence Lauderdale megye legnagyobb városa, becsült lakossága 40 652. További jelentős lakossági központok: St. Florian , Rogersville , Killen és Lexington . A háztartások mediánjövedelme 48 428 dollár volt, szemben az állam egészére vonatkozó 52 035 dollárral, az egy főre jutó jövedelem pedig 28 540 dollár volt, szemben az állam egészének 28 934 dollárjával.
A megye népességének változása:
| Lakosok száma | 92 723 | 92 601 | 92 682 | 92 797 | 92 596 | 93 564 |
|               | 2010   | 2011   | 2012   | 2013   | 2015   | 2020   |

## Gazdaság
Lauderdale megye legkorábbi telepesei a sima, termékeny földet jónak találták gazdálkodásra, és a mezőgazdaság volt az uralkodó iparág egészen a 20. századig. A korai gazdák kukoricát, búzát és zabot termesztettek, valamint szarvasmarhát és disznót neveltek. 1820-ra azonban a gyapot átvette a fő termény helyét, és gyapotültetvények nőttek ki az egész megyében. Hamarosan a textilgyárak és a pamuthoz kapcsolódó egyéb iparágak következtek. Meghonosodott a vasbányászat és -gyártás is. Az iparosítás, különösen a vasipar jelentős lendületet kapott a tizenkilencedik század végén, amikor a Tennessee folyó mentén egy sor zsilip és gát elkészült. Az 1930-as években a Tennessee Valley Authority (TVA) egy sor gátat épített a Tennessee-n, így Lauderdale-t és más megyéket bőséges vízenergiával látták el. Ma Lauderdale megye fő iparágai az elsődleges és fémfeldolgozásra, valamint vegyi és gumitermékek gyártására összpontosítanak. Lauderdale megye kereskedelmi és gazdasági központja Alabama északnyugati részén, a "The Shoals" néven ismert nagyvárosi területen található.

## Foglalkoztatás
A 2020-as népszámlálási becslések szerint Lauderdale megyében a munkaerő a következő ipari kategóriák között oszlik meg:
```
Oktatási szolgáltatások, valamint egészségügyi és szociális segélyek (22,4 százalék)
Kiskereskedelem (14,7 százalék)
Feldolgozóipar (13,8 százalék)
Művészetek, szórakoztatás, rekreáció, valamint szállás- és étkezési szolgáltatások (9,7 százalék)
Szakmai, tudományos, gazdálkodási, valamint adminisztratív és hulladékgazdálkodási szolgáltatások (7,7 százalék)
Építőipar (7,0 százalék)
Szállítás és raktározás, valamint közművek (6,1 százalék)
Közigazgatás (5,2 százalék)
Egyéb szolgáltatások, kivéve a közigazgatást (4,6 százalék)
Pénzügy és biztosítás, valamint ingatlan, bérbeadás és lízing (4,1 százalék)
Nagykereskedelem (2,4 százalék)
Információ (1,5 százalék)
Mezőgazdaság, erdőgazdálkodás , halászat és vadászat , valamint kitermelő (0,8 százalék)
```

## Oktatás
A Lauderdale megyei iskolarendszer 13 általános és középiskolát felügyel. A florencei városi iskolák kilenc általános és középiskolát felügyelnek. A Florenceben található University of North Alabama egy hagyományos négyéves intézmény, amely alap- és posztgraduális diplomákat kínál a művészetek és tudományok, az üzleti élet, az oktatás és az ápolás területén. A firenzei Heritage Christian University bibliai oktatást kínál.

## Földrajz
A valamivel több mint 660 négyzetmérföldet magába foglaló Lauderdale megye az állam északnyugati sarkában található. A megye nagy része a Highland Rim fiziográfiai szakaszán található , bár a Kelet-öböl-parti síkság élettani szakasza a megye nyugati részének egy részét teszi ki. A tájat tölgyes és fenyőerdők tarkítják, amelyek a megye völgyeit és hegyhátait borító mészkőtalajokból nőnek ki. Lauderdale megye északon Tennessee állammal, keleten Limestone megyével , délen Colbert és Lawrence megyével, nyugaton Mississippi állammal határos.
A Tennessee folyó és számos mellékfolyója Lauderdale megyében folyik. A folyó keresztezi az esési vonalat Lauderdale megyétől délre Muscle Shoalsban , elválasztva a Felső-Tennessee-t és az Alsó-Tennessee-t. A Tennessee folyó a biológiailag legváltozatosabb folyók közé tartozik az egész Egyesült Államokban, számos hal- és kagylófaj veszélyeztetett. A folyó számos gazdasági és rekreációs lehetőséget kínál Lauderdale megyében.
A US Highway 72 és a US Highway 43 szolgálja a megye fő közlekedési útvonalait. A 72-es US Highway kelet-nyugati irányú a megye déli határa mentén, a 43-as US Highway pedig észak-déli irányban halad át a megye közepén. Lauderdale megyében nincsenek nyilvános repülőterek .

## Események és látnivalók
Lauderdale megyében számos kikapcsolódási lehetőség kínálkozik. A Joseph Wheeler tábornokról elnevezett Joe Wheeler Állami Park , amely Rogersville-től két mérföldre nyugatra található, golfozási, táborozási, csónakázási, horgászási, túrázási és piknikezési lehetőséget kínál a látogatóknak. A parkban egy kongresszusi központ is található, amely egész évben különféle rendezvényeknek ad otthont. A Tennessee folyó mentén található zsilipek és gátak sorozata számos tavat hozott létre, amelyek közül három Lauderdale megyében található. A Pickwick-tó, a Wilson-tó és a Wheeler-tó festői kilátást és szabadtéri kikapcsolódási lehetőséget kínál a látogatók számára. A Shoal Creek Preserve egy St. Floriantól északra található természetvédelmi terület, amelyet a Forever Wild Land Trust kezel . 298 hektárnyi erdőt, nyílt mezőt és vízi utakat foglal magában.
A florencei Indian Mound és Múzeum népszerű történelmi látványosság. Az ősi halom eléri a 42 láb magasságot, amely a Tennessee-völgy több közül a legnagyobb. A közeli múzeumban szerszámok, dísztárgyak, kerámiák és egyéb műtárgyak, valamint az erdős hagyományok halomépítőiről szóló kiállítások láthatók.
Florence városa számos történelmi negyedet és építményt kínál a látogatóknak. Az 1940-ben elkészült Rosenbaum házat , amelyet a híres építész, Frank Lloyd Wright épített, eredetileg egy kéthektáros területre tervezték, kilátással a Tennessee-folyóra, és természetes anyagokból épült, nagy üvegfelülettel, hogy kihasználják a kilátást. Az otthon jelenleg a Történelmi Helyek Nemzeti Nyilvántartásában szerepel, és nyitva áll a vezetett túrákra. A WC Handy Otthon és Múzeum tisztelegWilliam Christopher "WC" Handy előtt. Faházas szülőháza a tizenkilencedik század végének reprodukciós berendezéseit tartalmazza, a szomszédos múzeumban pedig Handy trombitája és zongorája, valamint kották, fényképek, levelek és a zenész életével kapcsolatos kitüntetések láthatók. Florence számos történelmi negyednek ad otthont, amelyek a város különböző pontjain találhatók, és amelyek szerepelnek a történelmi helyek nemzeti nyilvántartásában. A Pope's Tavern Museum , amely az UNA kampusza közelében található, eredetileg 1811-ben postakocsi-megállónak és kocsmának épült, és a Konföderációs és Uniós katonák kórházaként szolgált. A ma múzeumként működő kocsma korabeli bútorokat, konyhai eszközöket, szerszámokat, lőfegyvereket, polgárháborús egyenruhákat, fényképeket, leveleket és úttörő tárgyakat kínál a látogatóknak.
Lauderdale megyében további látnivalók és események közé tartozik a Kennedy-Douglass Művészeti Központ, a WC Handy Music Festival, a Children's Museum of the Shoals , az Edith Newman Culver Memorial Museum és az éves Alabama Renaissance Faire .